# Montanas Litteraturpris
Montanas litteraturpris er en dansk litteraturpris, som uddeles i samarbejde mellem Montana, Dagbladet Information og Testrup Højskole. Montana sponsorerer prisen, som er på 100.000 kr.
Prisen uddeles hvert år i januar på Testrup Højskoles litteraturkursus Tag og læs! 

## Prismodtagere
- 2006 Mette Moestrup for digtsamlingen kingsize
- 2007 Peter Øvig Knudsen for Blekingegadebanden
- 2008 Niels Frank for digtsamlingen Små guder
- 2009 Lars Skinnebach for Enhver betydning er også en mislyd
- 2010 Pia Juul for digtsamlingen Radioteateret
- 2011 Bjørn Rasmussen for romanen Huden er det elastiske hylster der omgiver hele legemet
- 2012 Ursula Andkjær Olsen for digtsamlingen Det 3. årtusindes hjerte
- 2013 Asta Olivia Nordenhof for digtsamlingen det nemme og det ensomme og bloggen jegheddermitnavnmedversaler.blogspot.com[1]
- 2014 Christina Hagen for bogen Boyfriend
- 2015 Dorrit Willumsen for romanen Nær og fjern
- 2016 Vibeke Grønfeldt for dagbogsromanen Endnu ikke[2]
- 2017 Lone Aburas for agitprop-bogen Det er et jeg der taler (Regnskabets time)[3]
- 2018 Jonas Eika for novellesamlingen Efter solen
- 2019 Hanne Højgaard Viemose for romanen HHV FRSHWN: Dødsknaldet i Amazonas
- 2020 Pernille Ipsen for Et åbent øjeblik
- 2021 Helle Helle for BOB[4]
- 2022 Nanna Storr-Hansen for Bøgetid
- 2023 Jens Smærup Sørensen for Evigt i tiden